# Europa regina

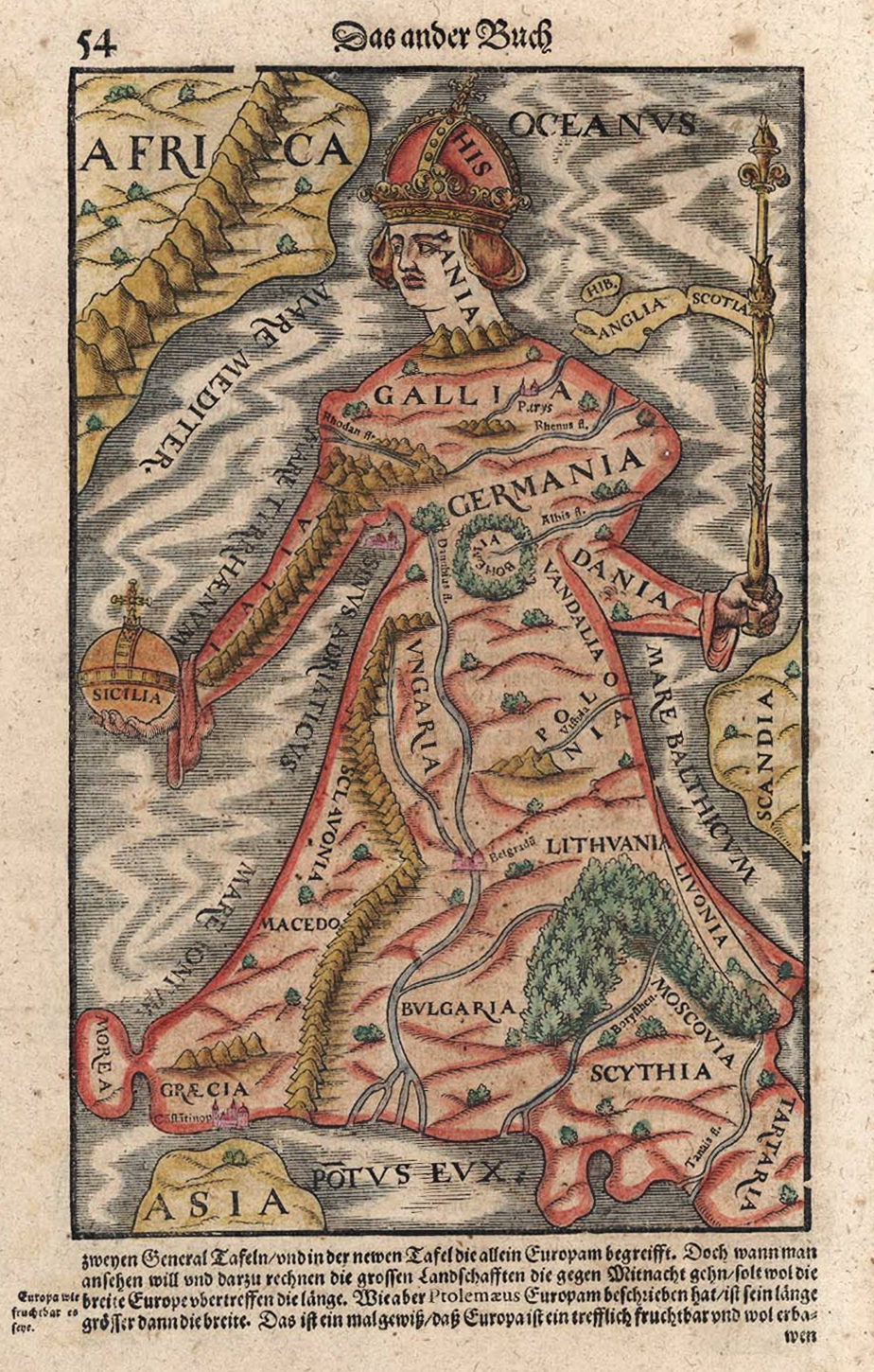
Europa regina en Cosmographia de Sebastian Münster (1544).

Europa regina, del latín para Reina Europa, es la representación a modo de mapa del continente europeo como una reina. Introducido y popularizado durante el período manierista, Europa se muestra de pie en posición vertical con la península ibérica formando la cabeza con corona y Bohemia como su corazón.

## Orígenes

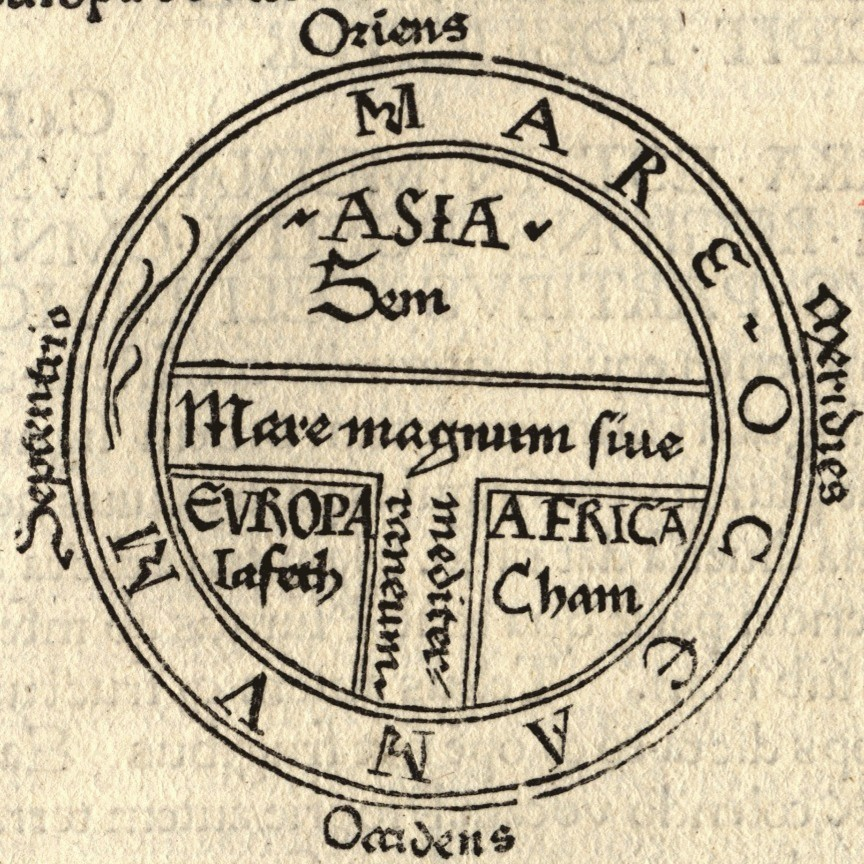
Representación impresa del mapa de T en O por Günther Zainer, Augsburgo, 1472, ilustrando la primera página del capítulo XIV de las Etimologías de Isidoro de Sevilla.

Durante la Edad Media europea, normalmente los mapas se adherían al mapa Orbis Terrarum, representando a Jerusalén en el medio y a Europa, Asia y África a los extremos. Los mapas separados de Europa eran muy raros; los únicos ejemplos conocidos son un mapa del Liber Floridus de Lambert de Saint-Omer, publicado en 1112, y un mapa bizantino del siglo XIV. El siguiente mapa centrado en Europa fue publicado por el cartógrafo Johannes Putsch en 1537, al comienzo de la Edad Moderna.
El mapa de Putsch fue el primero en representar a Europa como Europa regina, con las regiones europeas que forman una figura humana femenina con corona, cetro y orbe. El mapa fue impreso por primera vez por el calvinista Christian Wechel. Aunque mucho sobre el origen y la percepción inicial de este mapa es desconocido, se sabe que Putsch (cuyo nombre fue latinizado como Johannes Bucius Aenicola, 1516-1542) mantuvo cercanas relaciones con sacro emperador romano Fernando I de Habsburgo, y que la popularidad del mapa aumentó significativamente durante la segunda mitad del siglo XVI. El término moderno Europa regina aún no había sido utilizado por los contemporáneos de Putsch, en vez de eso, utilizaron la frase latina Europa in forma virginis ("Europa en la forma de una doncella").
En 1587, Johann Bussemacher publicó una calcografía de cobre por Matthias Quad, mostrando una adaptación de la Europa regina de Putsch, como "Europae descriptio". Desde que en 1588, otra adaptación fue incluido en todas las ediciones posteriores de "Cosmographia" de Sebastian Münster, las ediciones anteriores la tenían a veces incluida. En "Itenerarium sacrae Scripturae" de Heinrich Bünting, tenía un mapa de Europa con las características femeninas incluidas en su edición de 1582, se cambió a Europa regina en su edición 1589. Sobre la base de estos y otros ejemplos, el año 1587 marca el punto en que muchas publicaciones comenzaron a adoptar la imagen de Europa regina.

## Descripción
Europa regina se le representa como una mujer joven y elegante, Coronada al estilo carolingio Hispania, (actualmente llamada península ibérica, es decir España y Portugal), conforma la cabeza. Galia, actual Francia y el Germania forman la parte superior del cuerpo, correspondiendo Bohemia a su ombligo. El vestido se extiende por Hungría, Polonia, Lituania, Livonia, Bulgaria, Moscovia, Albania y Grecia. Su brazo izquierdo con el que sujeta un cetro lo forma Dinamarca, y el derecho, Italia sosteniendo un orbe (Sicilia). En la mayoría de las representaciones, África, Asia y la península escandinava se muestran parcialmente, así como unas esquematizadas islas británicas.